# Pannigerianisches Alphabet
Das pannigerianische Alphabet ist eine um zahlreiche Sonderzeichen erweiterte Variante des lateinischen Alphabets bzw. des Afrika-Alphabets, die in Nigeria verwendet wird. Es stellt einen gemeinsamen Zeichenvorrat dar, aus dem sich die Orthographien der zahlreichen nigerianischen Einzelsprachen (u. a. Hausa, Yoruba, Igbo) bedienen, die wegen ihrer z. T. sehr komplexen Lautsysteme mit dem einfachen lateinischen Alphabet (A–Z) nur mühselig zu verschriften wären.
Der Preis für die adäquate Verschriftung des Lautbestands sind die zahlreichen Sonderzeichen, von denen einige (wie Ƙ/ƙ – »K mit Haken«) außerhalb Nigerias kaum verwendet werden. In Nigeria benutzt man entsprechende Schreibmaschinen; für Computer stellen die ungewöhnlichen Zeichen aber immer noch ein großes Problem dar (vgl. auch den Artikel Unicode).
Das pannigerianische Alphabet wurde 1985 vom Typografen Hermann Zapf entworfen und nimmt Anleihen am Internationalen Phonetischen Alphabet.
Bemerkenswert ist, dass es sich nicht um das Alphabet einer bestimmten Sprache, sondern eines bestimmten Gebiets handelt: Innerhalb Nigerias dient es zur Verschriftung zahlreicher Sprachen, auf der anderen Seite verwendet man etwa für Hausa in Nigeria das pannigerianische Alphabet und im Nachbarstaat Niger eine völlig andere Orthographie.
| Kode   | Zeichen | Kode   | Zeichen |
| ------ | ------- | ------ | ------- |
| U+0100 | Ā       | U+0101 | ā       |
|        | A̱       |        | a̱       |
| U+1EA0 | Ạ       | U+1EA1 | ạ       |
| U+1E04 | Ḅ       | U+1E05 | ḅ       |
| U+0181 | Ɓ       | U+0253 | ɓ       |
| U+1E0C | Ḍ       | U+1E0D | ḍ       |
| U+018A | Ɗ       | U+0257 | ɗ       |
|        | E̱       |        | e̱       |
| U+1EB8 | Ẹ       | U+1EB9 | ẹ       |
| U+018E | Ǝ       | U+01DD | ǝ       |
| U+0190 | Ɛ       | U+025B | ɛ       |
| U+1E24 | Ḥ       | U+1E25 | ḥ       |
| U+1ECA | Ị       | U+1ECB | ị       |
| U+0197 | Ɨ       | U+0268 | ɨ       |
| U+0198 | Ƙ       | U+0199 | ƙ       |
| U+1E44 | Ṅ       | U+1E45 | ṅ       |
| U+1E46 | Ṇ       | U+1E47 | ṇ       |
| U+014A | Ŋ       | U+014B | ŋ       |
| U+00D1 | Ñ       | U+00F1 | ñ       |
|        | N̄       |        | n̄       |
|        | O̱       |        | o̱       |
| U+1ECC | Ọ       | U+1ECD | ọ       |
| U+0186 | Ɔ       | U+0254 | ɔ       |
| U+0245 | Ʌ       | U+028C | ʌ       |
| U+1E62 | Ṣ       | U+1E63 | ṣ       |
| U+1EE4 | Ụ       | U+1EE5 | ụ       |
|        | ’W      |        | ʼw      |
|        | ’Y      |        | ʼy      |
| U+1E92 | Ẓ       | U+1E93 | ẓ       |
|        |         | U+02BC | ʼ       |

Einige Zeichen besitzen keinen eigenen Codepunkt, so dass auf Kombinationszeichen zurückgegriffen werden muss wie U+0304 für das hochgestellte Makron und U+0331 für das untergestellte Makron.